# Црква Светих врачева Козме и Дамјана у Микуљану
Црква Светих врачева Козме и Дамјана у Микуљану која је првобитно била саграђена у доба Немањића, порушена је у два наврата 1690. и 1737. године. Обновљена је око 1930. године и у данашњем облику, у саставу Српске православане цркве у парохији Куршумлијској која је у саставу Архијерејског намесништва косаничког у Еапрхији нишкој. Црква је посвећена светим лекарима Козми и Дамјану. У цркви се мештани окупљају једном годишње о сабору, кад црква слави своје светитеље.

## Положај
Црква Светих врачева Козме и Дамјана налази се на благој падини, сакривена у шумарку, у селу Горња Микуљана, на око 2 километра изнад саме Куршумлије  у општини Куршумлија у Топличком округу
Географски положај
- Северна гографска ширина: 43° 09′ 11"
- Источна географска дужина: 21° 15′ 02"
- Надморска висина: 460 m

## Стање заштите
У бомбардовању током НАТО агресије 1999. године, црква је доста оштећена, јер је у њеној близини експлодирала једна бомба. Захваљујући прилозима мештана и добротворима као и Црквеној општини Куршумлија, црква је обновљена и освећена од стране Патријарха српског Иринеја и администратора нишког   7. новембра 2010. године. У плану је живописање овог храма.

## Историја
Предање говори, да се зачеци ове цркве воде у доба Немањића – и Светог Саве. Временом је народ почео да се окупља на овом месту код камена који је био побијен у под цркве и који је врло брзо постао чудотворан.
Ово свето место маштани су посветили светим Врачевима – као Божијим лекарима, а камен и дан данас стоји побијен у под цркве, до самог олтара при певници.
Црква је претрпела многе недаће, рушења и паљења од стране Османлија, у оба османлијска похода у топличком крају 1690. и 1737. године.
Обновљена је око 1930. године,у данашњем облику. 

## Изглед грађевине
Црква, која споља својим изгледом нагиње ка моравском стилу, у основи је  триконхонална, са осмостраном танбуром, која готово извире одмах из крова цркве. Олтарска апсида је тространог облика и споља и изнутра. Певнице су, такође, тростране и споља и изнутра.
Црква је зидана наизменично каменом и опеком уз употребу кречног малтера. Споља је омалтерисана и обојена ружичастом бојом.
Седам прозора, и једна врата на јужној страни цркве, унутрашњости наоса дају добро осветљење.
Фрескодекорација
Унутрашњост цркве није фрескописана, већ само окречена.
Иконостас је дело непознатог аутора.  
Црквена порта
Са десне стране цркве, на око десетак метара, налази се звонара са гвозденом конструкцијом, препокривена лименим кровом.
Око цркве је засађено 12 храстова, који се издижу као 12 апостола који непрестално читају Свето Јеванђеље.